# Вознесенська церква (Глухів)
Вознесенська церква — храм збудований у 1767 році на міському старовинному Вознесенському цвинтарі, відомому ще з XVIII століття, артіллю народних майстрів під загальним наглядом архітектора А. В. Квасова на північно-східній околиці Глухова.

## Опис
Первісно церква була тридільною (тризрубною) одноверхою. Але після пожежі 1784 року перероблено купол і прибудовано північний приділ. Зараз церква прямокутна в плані, тринавова, без виступаючої апсиди. На західному фасаді — ґанок у вигляді чотириколонного портика зі спареними колонами тосканського ордера, увінчаного трикутним фронтоном. Дзвіниця, що височить з заходу, двоярусна, типу «восьмерик на четверику», завершена гранчастим куполом зі шпилем. У четверику є аркові отвори дзвонів, у восьмерику — круглі отвори. На фасадах поздовжня й поперечна осі акцентовані трикутними фронтонами. Над центральним об'ємом підноситься невисокий четверик, що несе приземистий циліндричний світловий підбанник зі сферичною банею та глухим ліхтариком з маківкою.
Вознесенська церква — це унікальний зразок архаїчного типу культових споруд, єдиний на Лівобережній Україні.

## З історії
Церква збудована в 1767 році архітектором Андрієм Квасовим. 1784 року був перебудований купол, а до центральної дільниці (нави) з півночі прибудуваний прямокутного плану притвор, а 1811 року — південний притвор, обабіч вівтаря — пастофорії (дияконник і жертовник). У 1866 році за проєктом, розробленим глухівським архітектором Олександром Гроссом, церкву суттєво перебудували. Під час перебудов у стінах первісних частин храму були пробиті широкі півциркульні арки. Трикутні пандативи, що несли первісну баню, були зрубані до половини їхньої висоти. Нині первісний тридільний об'єм храму повністю закритий пізнішими прибудовами.
З 1988 року Вознесенська церква має статус «Пам'ятка архітектури місцевого значення».